# Ягорлык (заповедник)
Ягорлык — заповедник в Дубоссарском районе непризнанной Приднестровской Молдавской Республики (Молдавия). Расположен в нижнем течении реки Ягорлык, затопленном в результате строительства Дубоссарской ГЭС.

## История

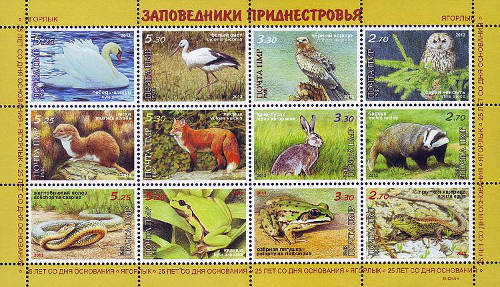
Блок почтовых марок ПМР — 25 лет заповеднику «Ягорлык»

Основан 15 февраля 1988, согласно постановлению Совета Министров Молдавской ССР от 15 февраля 1988 г. № 34, на базе Республиканского ихтиологического заказника «Гоянский залив». Заказник создан для сохранения уникальных, эндемичных сообществ и видов растений, охраны ихтиофауны и других групп биоты бассейна Среднего Днестра. Принят в состав Евразийского союза заповедников и внесен в реестр Международного заповедного фонда. Уникальность заповедника заключается в том, что в Гоянском заливе заповедника выявлено 180 видов зоопланктона, 33 вида рыб, из них 2 - краснокнижные. На территории заповедника выявлено 1017 видов сосудистых растений, из них 49 видов редких и исчезающих, 43 вида млекопитающих, из них 10 видов - в Красной книге ПМР (кутора малая, ночница прудовая; суслик европейский; суслик крапчатый, барсук, куница лесная, хорь степной, выдра, европейский лесной кот, горностай), 182 вида птиц, из них 25 видов - краснокнижные, 95 таксонов беспозвоночных животных. Встречается 6 видов амфибий, 8 видов пресмыкающихся, из них в Красной книге: болотная черепаха, желтобрюхий полоз, эскулапов полоз. Фауна земноводных включает 12 видов, из них 3 вида краснокнижных. Фауна рептилий представлена 10 видами, из которых 4 вида редкие и исчезающие.
Из степной растительности здесь произрастает целый ряд растений, являющихся Молдавско-Крымско-Кавказскими эндемиками (лен линейнолистный, молочай хрящевой и др.). Только на этом участке произрастают тонконог молдавский, дрок четырёхгранный и др. растения, взятые под государственную охрану.
Площадь — 1044 га (20 % - водная поверхность). Администрация расположена в селе Гояны.
Является одним из четырех заповедников Приднестровья, единственной охраняемой природной территорией непризнанного государства, называемой государственным заповедником. В Республике Молдова также является научным заповедником.

## Основные направления деятельности дирекции

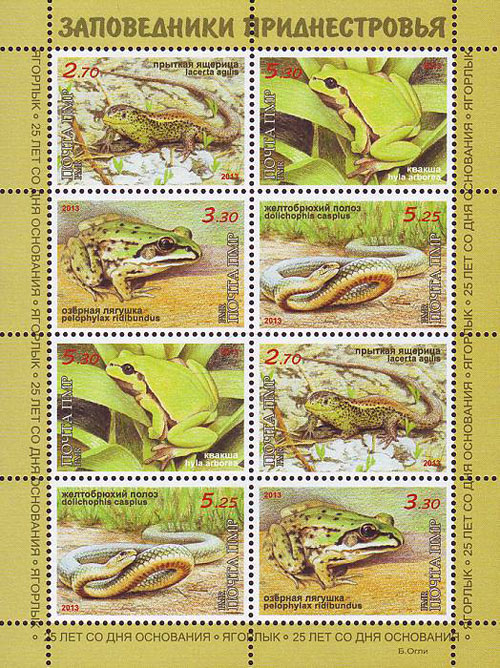
Блок почтовых марок ПМР — 25 лет заповеднику «Ягорлык»

- проведение фундаментальных и прикладных экологических исследований водных, водно-болотных и наземных экосистем;
- изучение, восстановление, воспроизводство и охрана естественных аборигенных, исторически сложившихся биоценозов;
- разработка научных основ охраны и воспроизводства ценных, редких, краснокнижных и исчезающих видов флоры и фауны региона; сохранение биологического разнообразия наземных, водных и болотных экосистем;
- составление прогноза возможного изменения экологической ситуации в заповеднике;
- восстановление природных ресурсов на территории заповедника.

## Фотогалерея

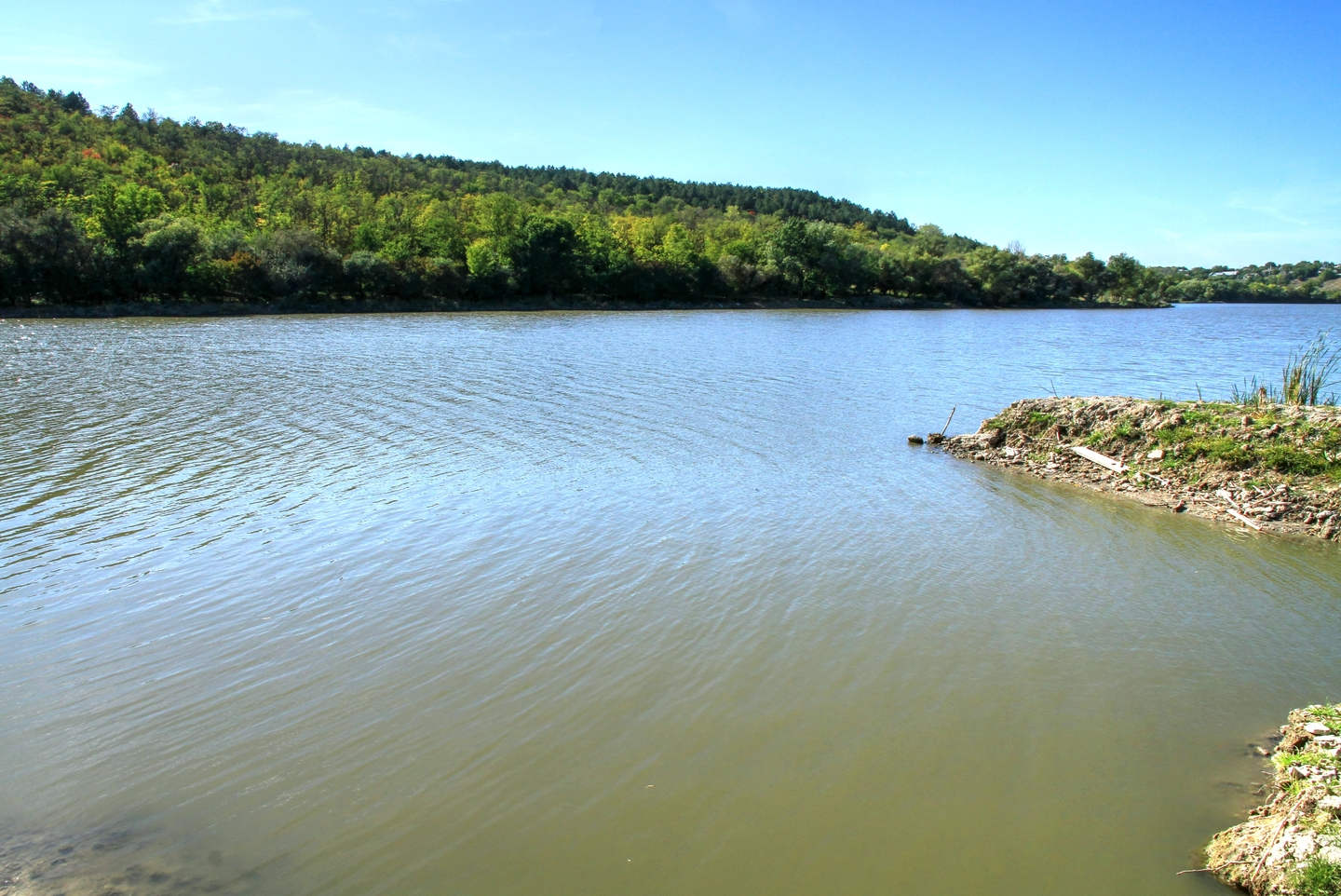
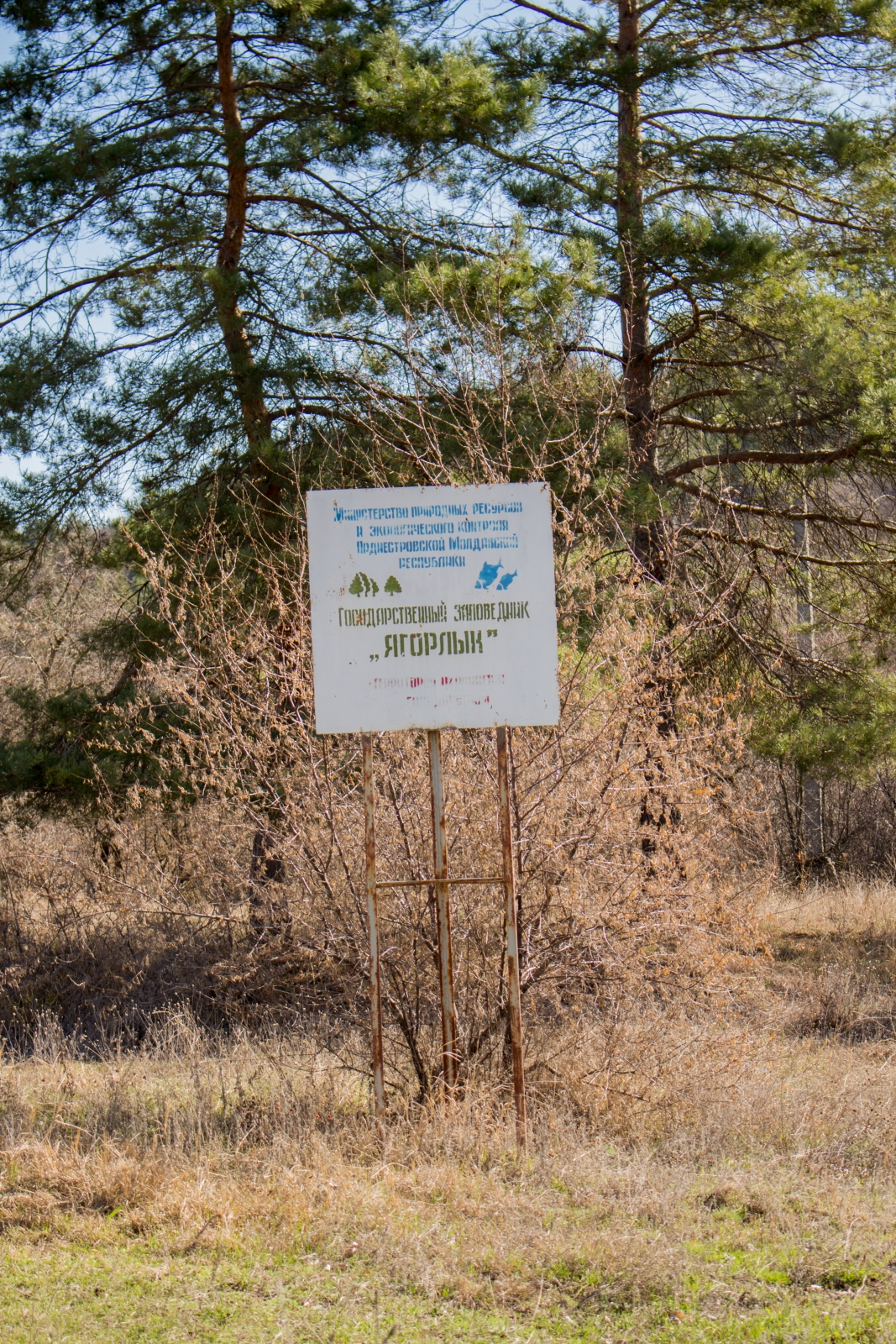
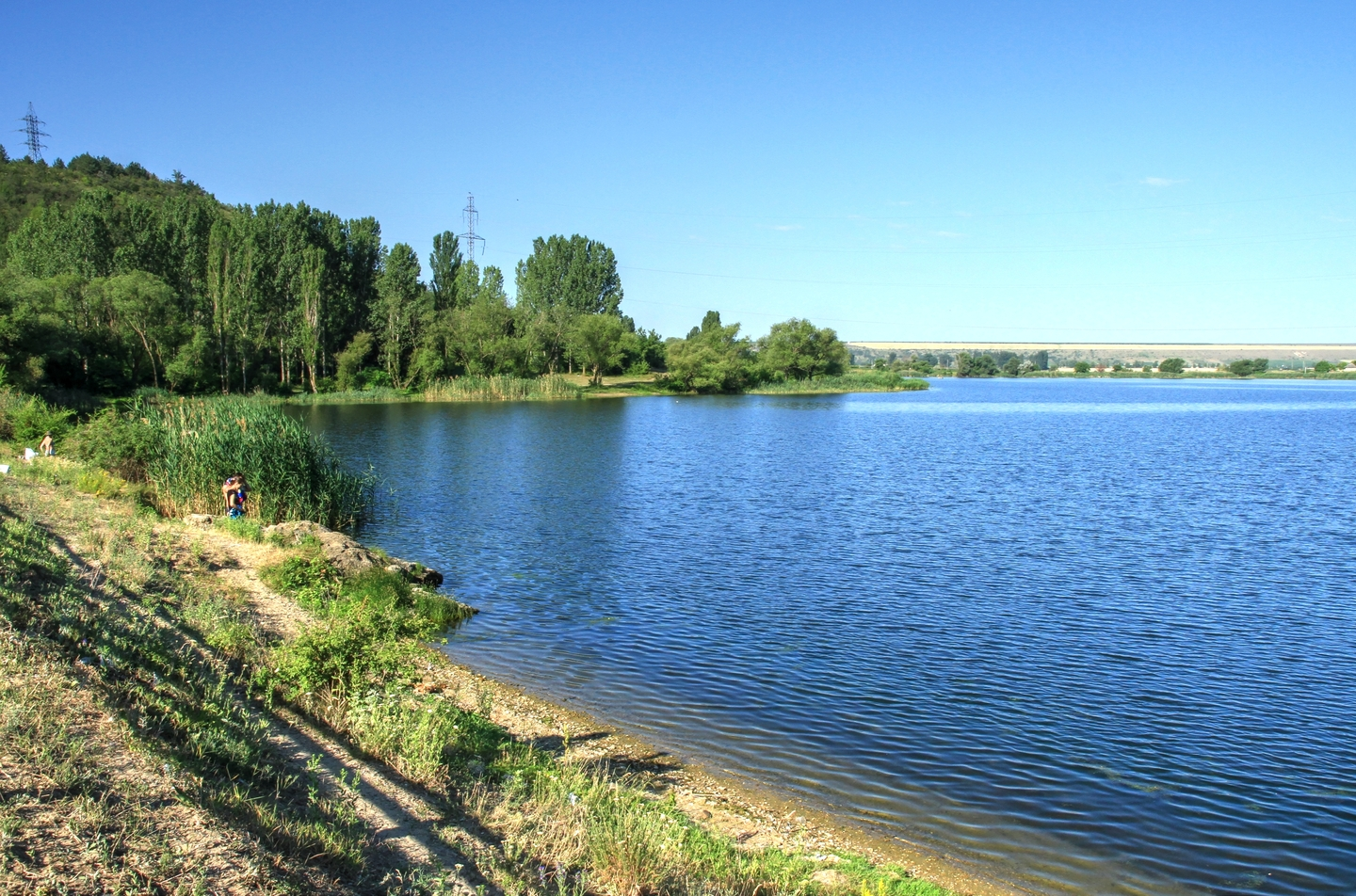
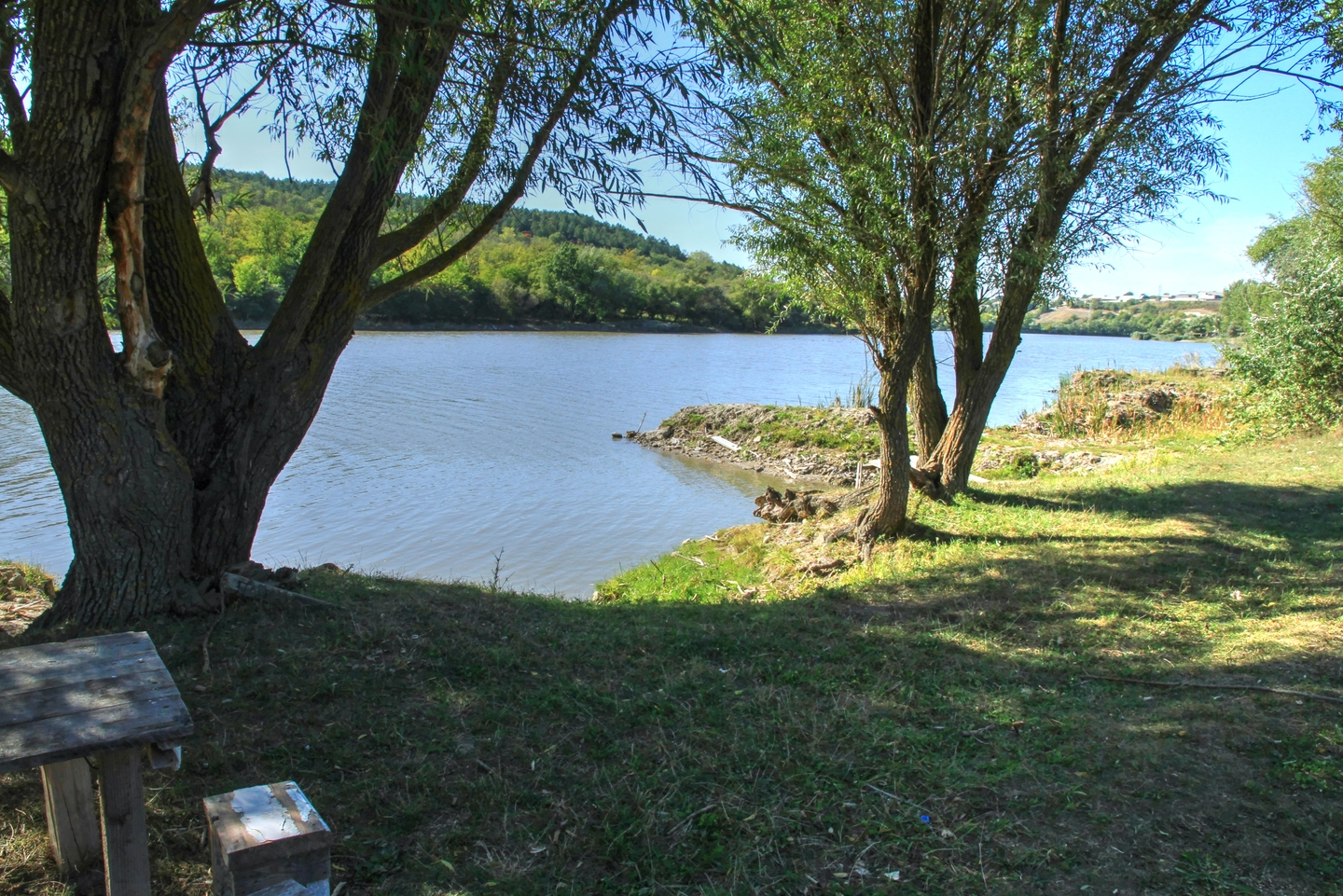
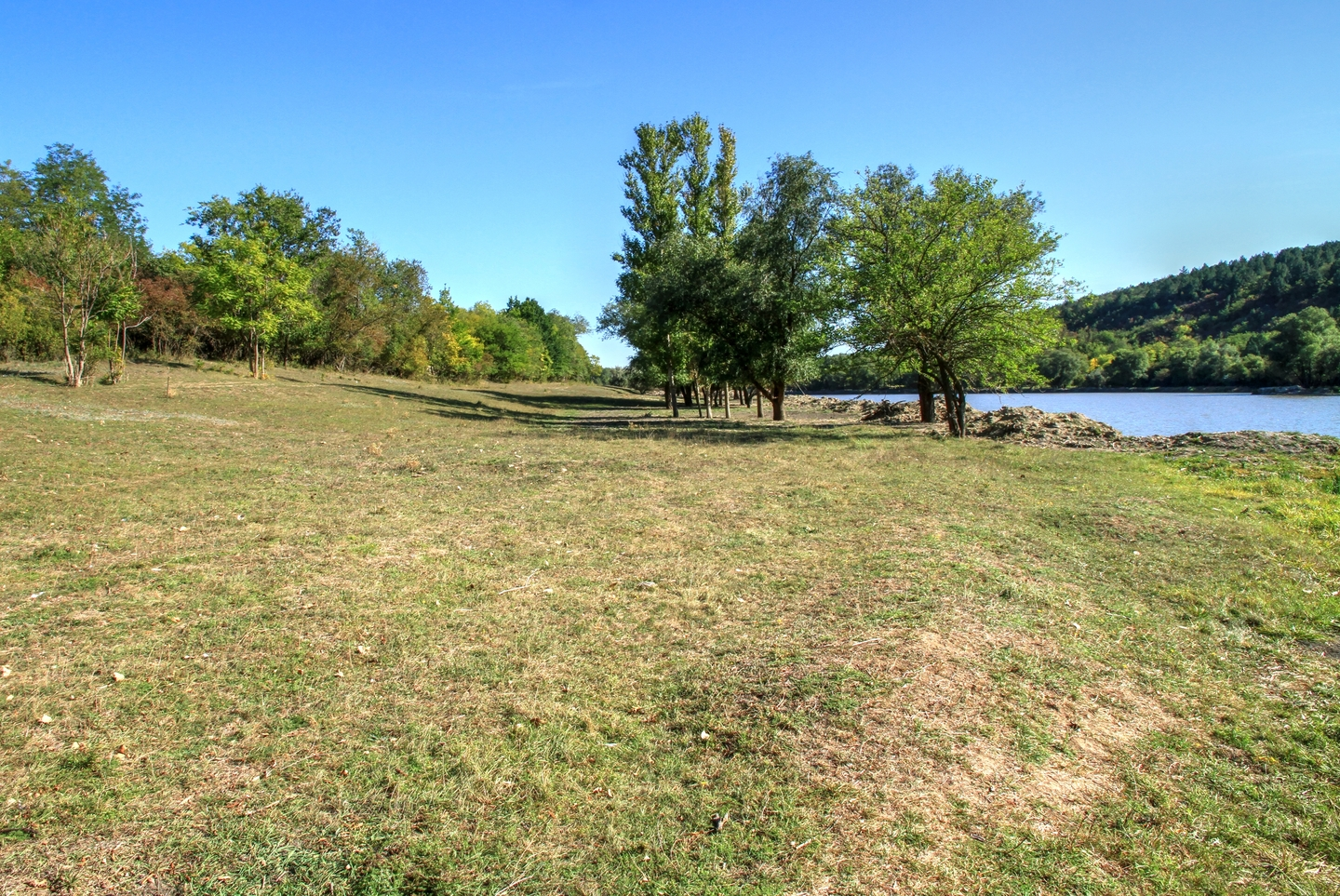
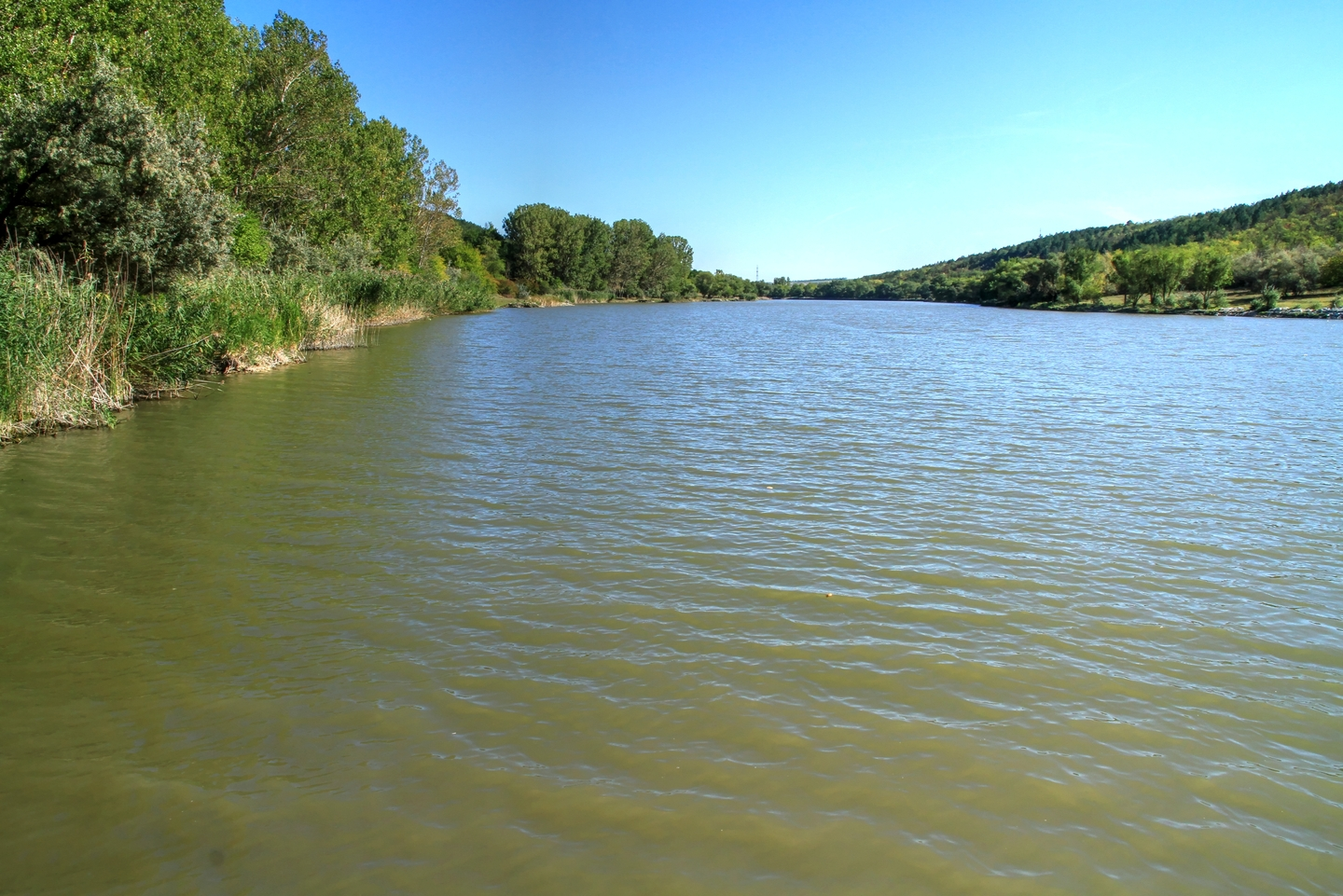
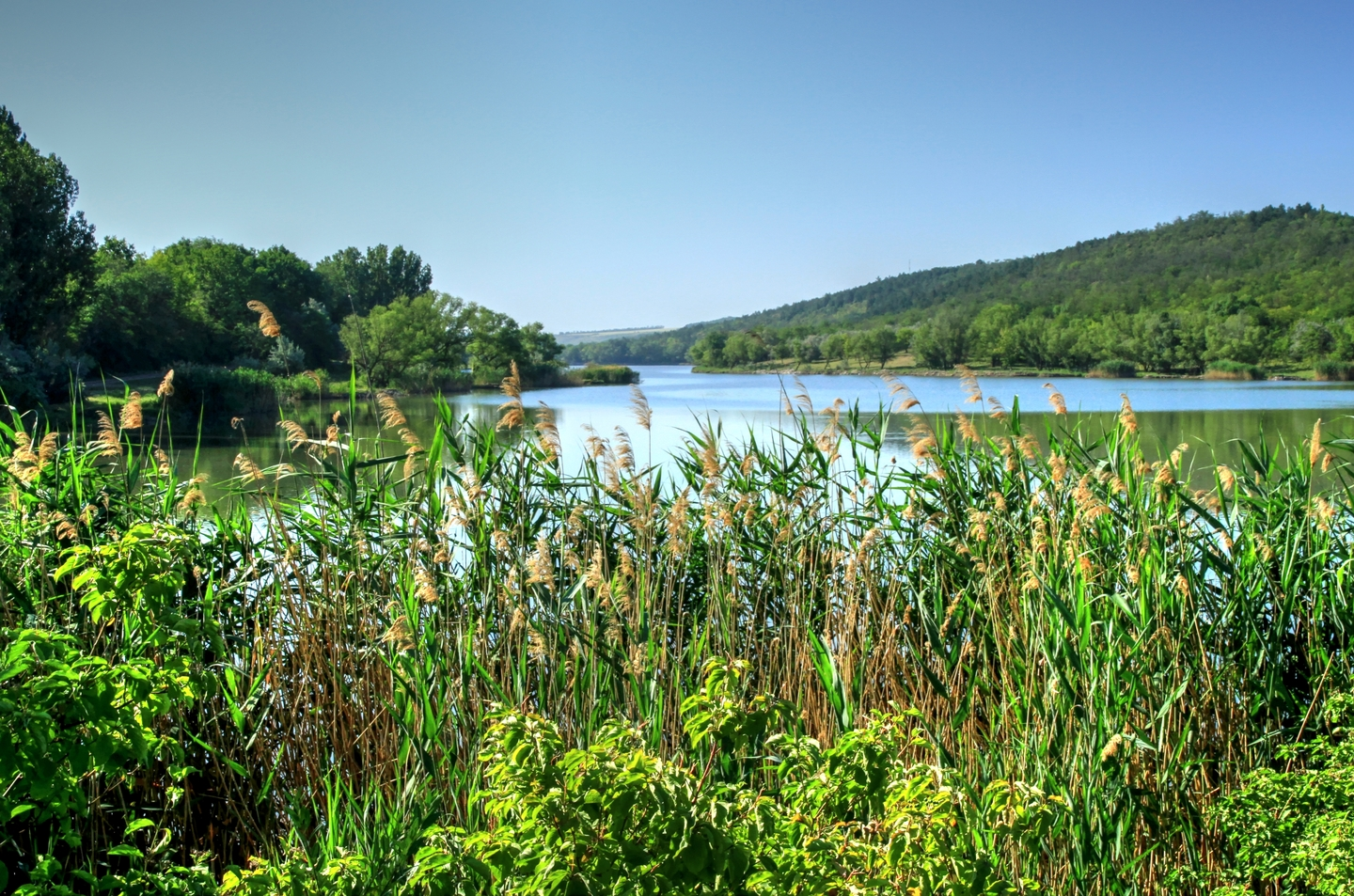
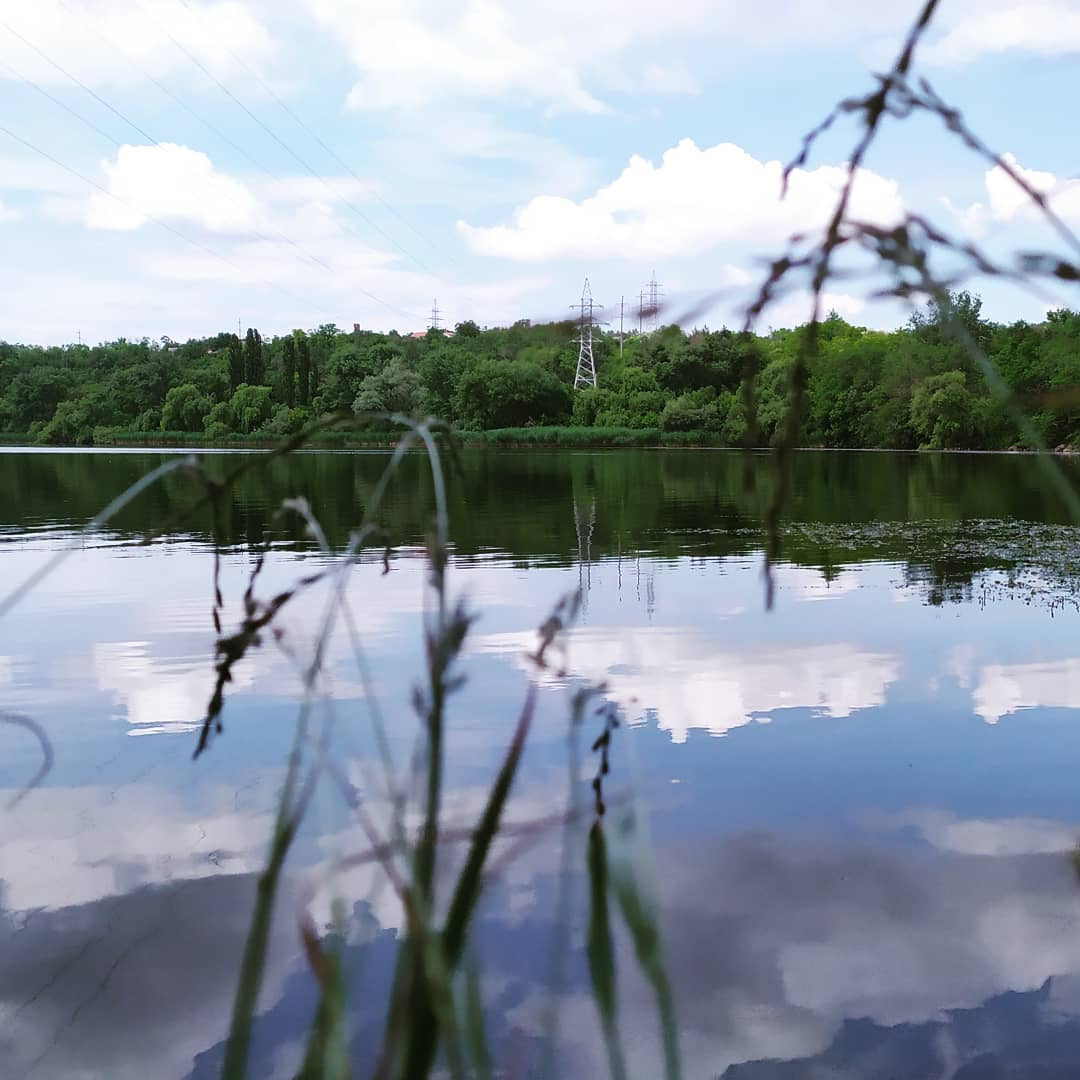
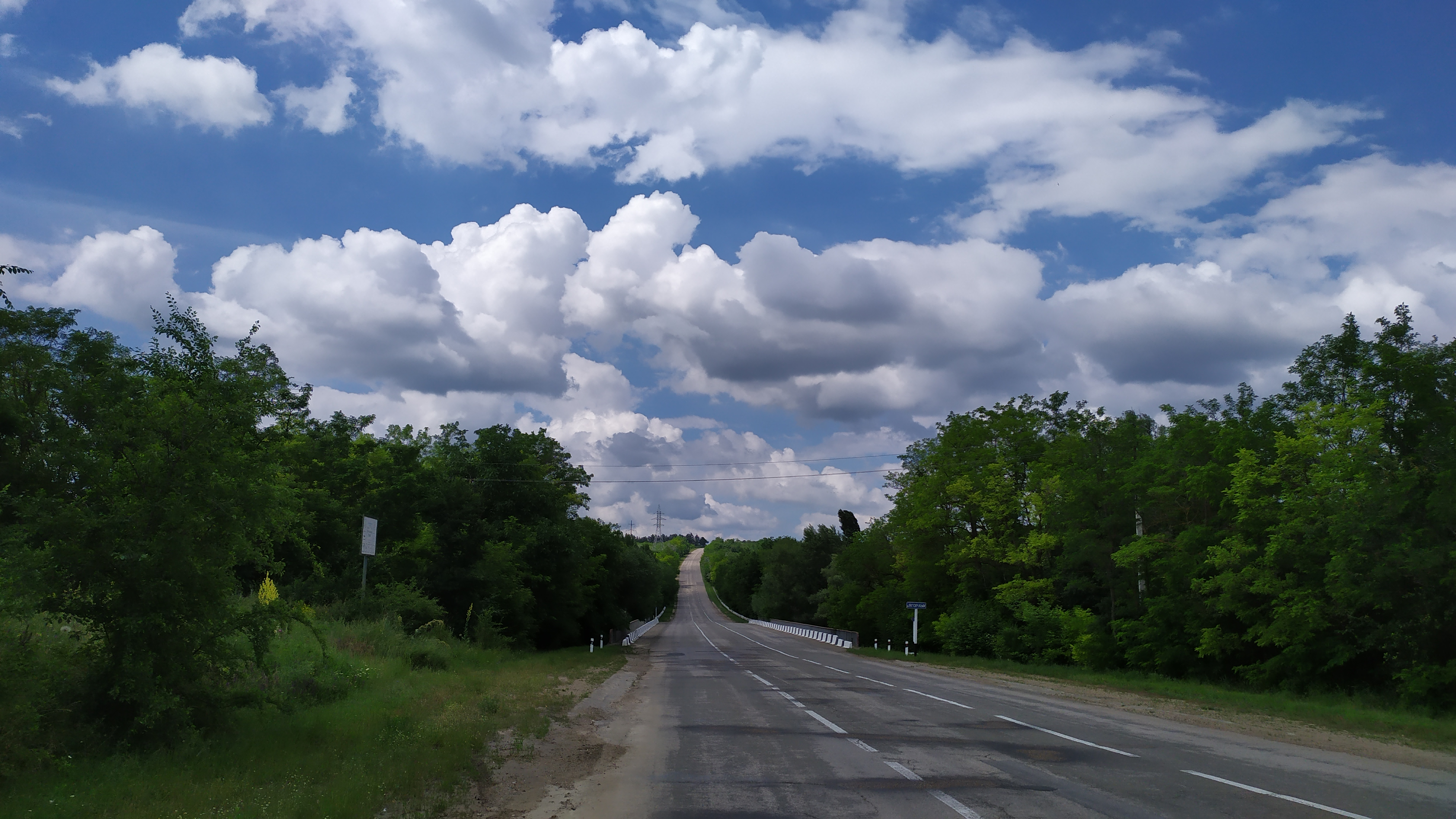
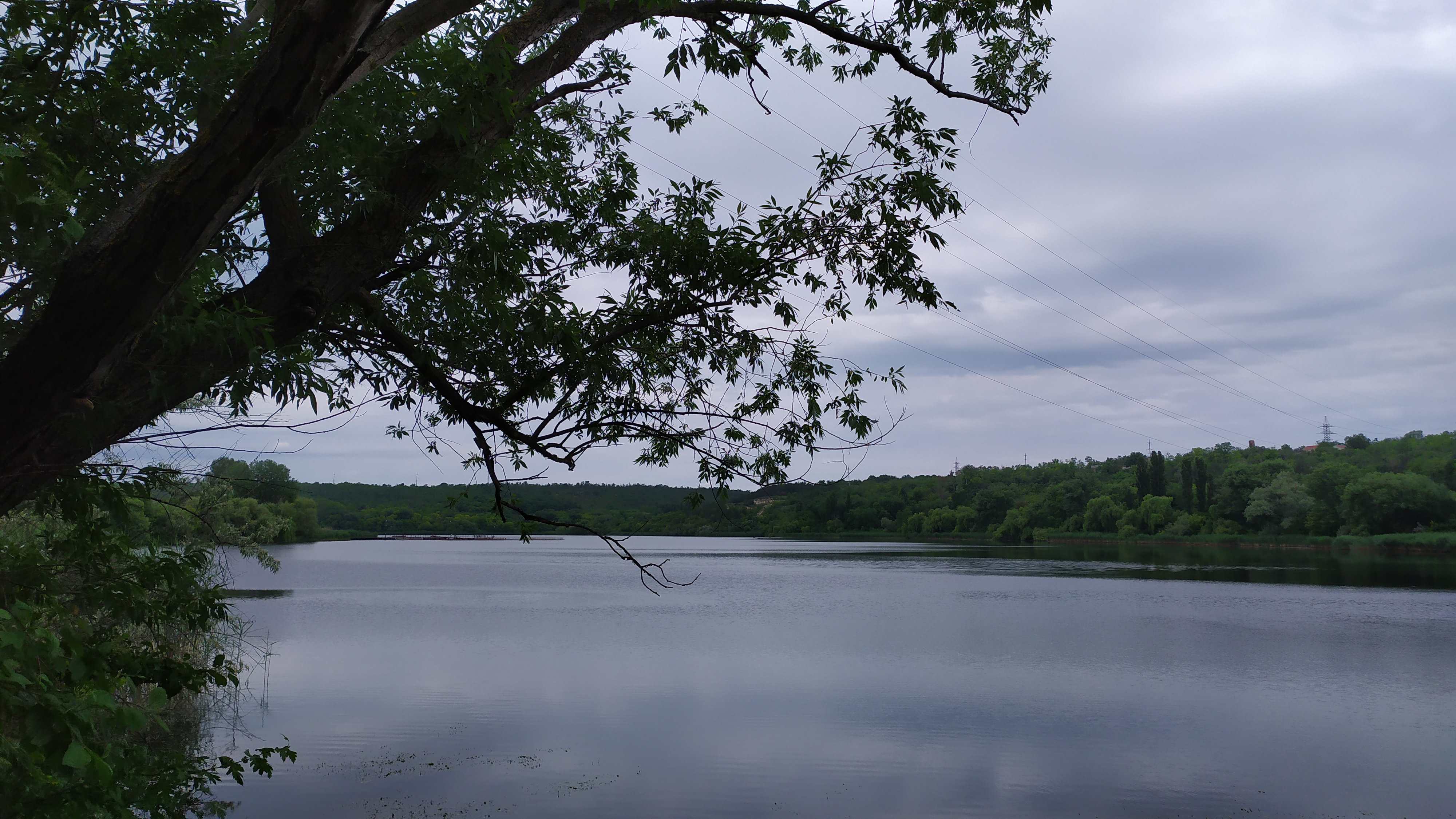
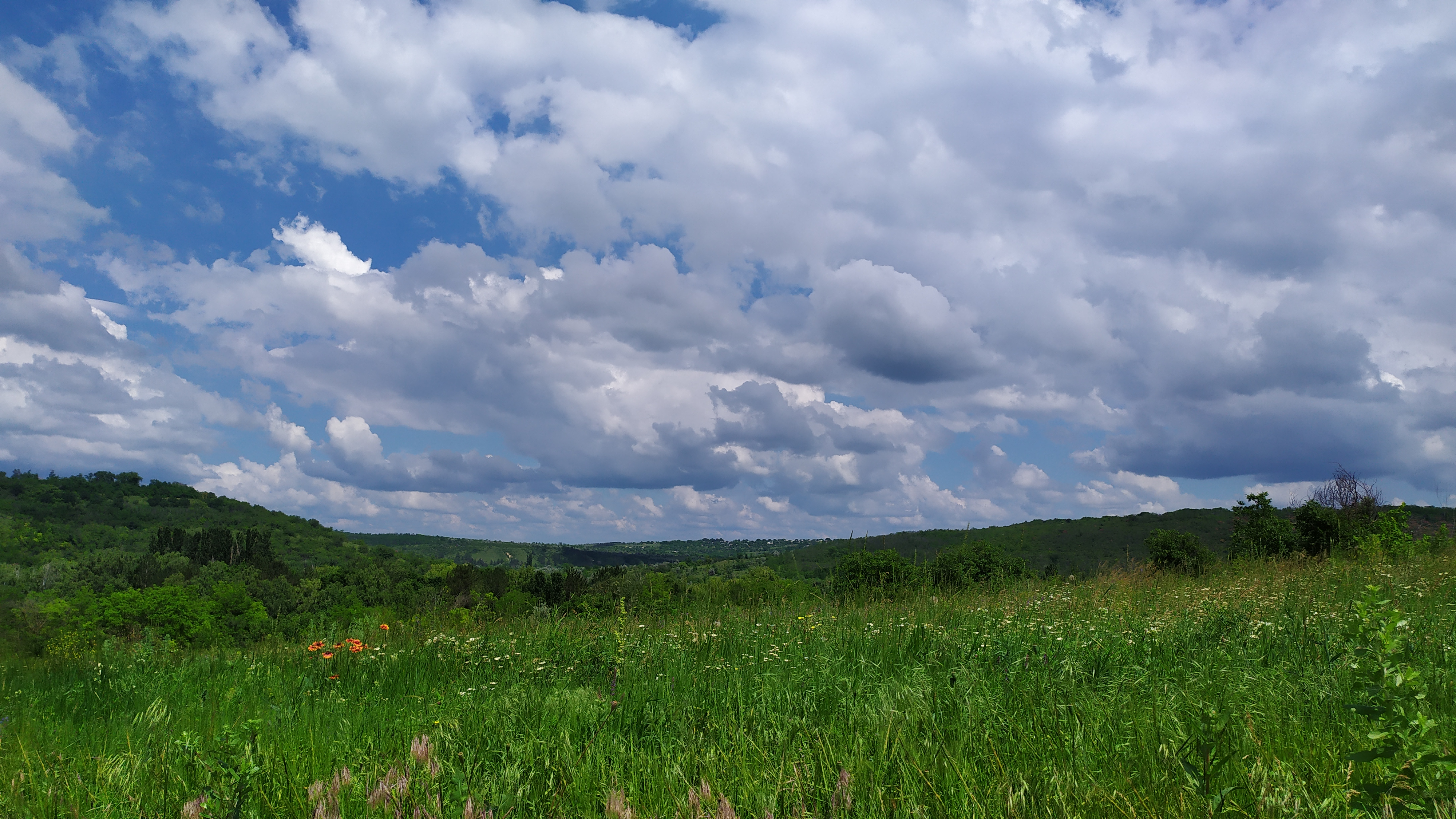
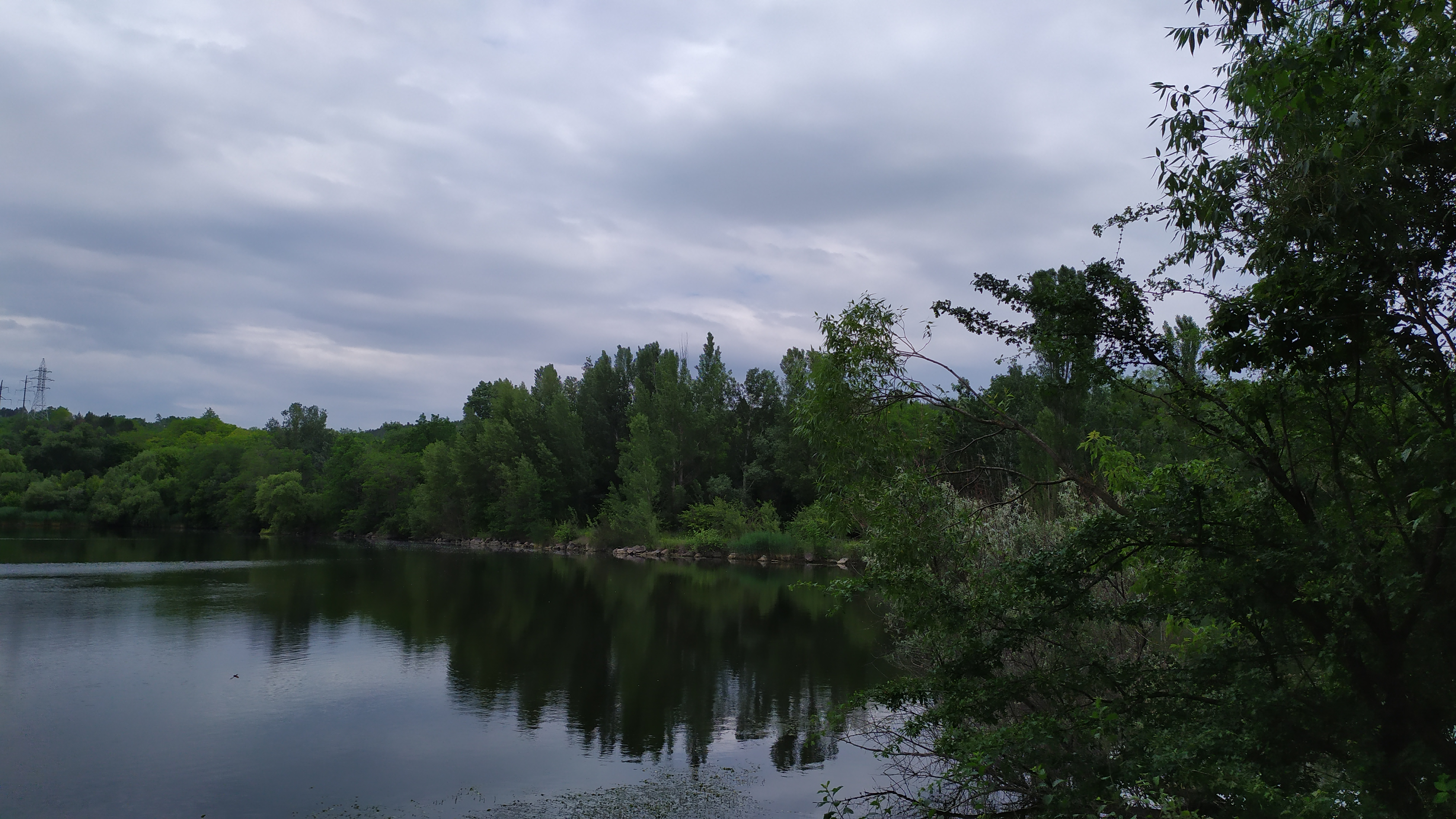